# Dan Wheldon
Dan Wheldon, né le 22 juin 1978 à Emberton en Angleterre (Royaume-Uni) et mort le 16 octobre 2011 à Las Vegas (États-Unis), est un pilote  automobile britannique. Il pilotait en IndyCar Series depuis 2002 et a notamment remporté le titre de champion en 2005 ainsi que les 500 miles d'Indianapolis en 2005 et 2011.

## Biographie
Après de brillantes années en karting, où il a remporté à trois reprises le championnat de Grande-Bretagne cadet et la coupe du monde en Formule A, Dan Wheldon commence sa carrière en sport automobile dans le championnat britannique de Formule Ford en 1997. Après une première belle saison (quatrième du championnat), il ambitionne de jouer le titre en 1998 mais subit la loi de son compatriote Jenson Button. Seulement troisième du championnat, et sans perspectives d'accession à la Formule 3, il décide alors de rejoindre les États-Unis. En 1999, il remporte le championnat de US Formula 2000. Puis il poursuit son ascension en terminant deuxième du championnat de Formule Atlantic en 2000, et deuxième du championnat Indy Lights en 2001, avec à chaque fois le titre honorifique de meilleur débutant de l'année.
En 2002, il accepte une place de pilote essayeur dans l'écurie Panther Racing (où brille Sam Hornish Jr.) qui dispute le championnat IRL. Après deux premières courses fin 2002 pour le compte de Panther, il est recruté en 2003 par l'Andretti-Green Racing, nouvelle équipe dans la discipline. Meilleur débutant de l'année 2003, il décroche ses premiers succès en 2004, année où il termine vice-champion derrière son coéquipier Tony Kanaan. Wheldon prend sa revanche de manière éclatante en 2005, puisqu'il écrase le championnat après avoir notamment décroché la victoire aux Indianapolis 500.

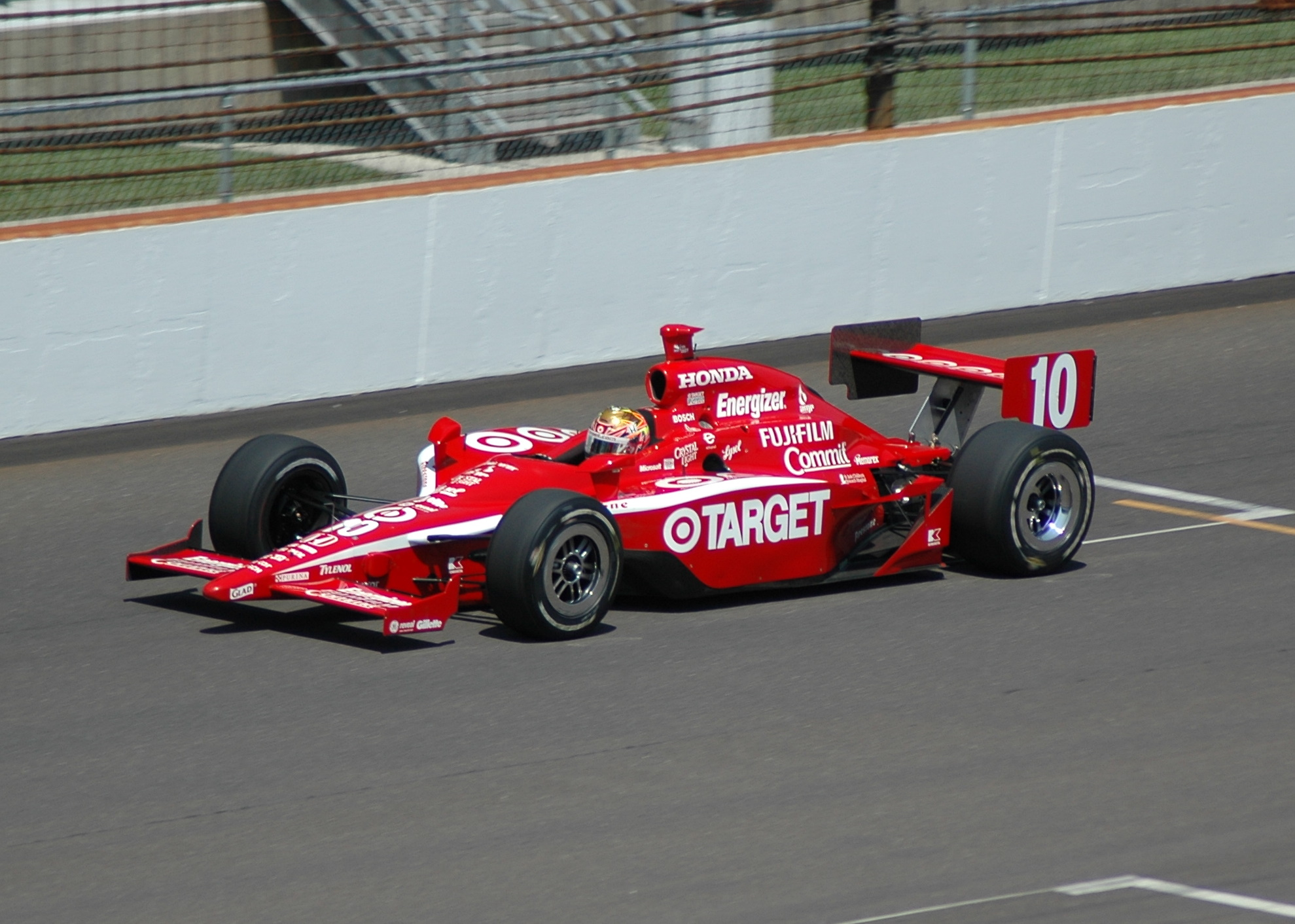
Dan Wheldon lors des essais de l'Indy 500 2007

Il lorgne pendant un temps du côté de la Formule 1 : suivi par le même manager que Juan Pablo Montoya, il ne cache pas ses contacts avec les Grand Prix. On cite les équipes Williams, Honda ou BMW Sauber, pour un possible poste de pilote essayeur pouvant participer aux essais du vendredi pendant la saison.
Dan Wheldon décide finalement de rester en IRL en 2006, mais quitte l'équipe Andretti-Green pour rejoindre le Chip Ganassi Racing. Sa première saison au sein de sa nouvelle équipe est excellente puisqu'il termine à égalité de point avec le champion Sam Hornish Jr. En 2007, après un début de saison tonitruant, il se montre moins brillant et se fait notamment voler la vedette par son coéquipier Scott Dixon. Il termine quatrième des championnats 2007 et 2008, avec quatre victoires.
En 2009, il retourne dans l'écurie de ses débuts, Panther Racing, où ses résultats sont en demi-teinte. Malgré des places d'honneurs régulières, il ne remporte plus de victoires, et se classe dixième et neuvième des championnats 2009 et 2010.
En 2011, il se retrouve sans volant pour la saison IndyCar. Il rejoint cependant l'écurie de Bryan Herta à l'occasion des 500 miles d'Indianapolis et remporte l'épreuve à la surprise générale pour la deuxième fois, après un crash dans le dernier virage du leader J. R. Hildebrand, qui l'avait remplacé chez Panther. Toujours sans volant pour le reste de la saison, malgré sa victoire, il est choisi par Dallara pour mener les essais de la voiture 2012.
Dan Wheldon dispute les deux dernières manches de la saison 2011, au Kentucky et à Las Vegas, pour le compte de l'équipe Sam Schmidt Motorsports. Pour la dernière manche, il est sélectionné pour participer au GoDaddy Challenge. Ce défi promet en cas de victoire du coureur sélectionné une prime de 5 millions de dollars à partager avec un fan choisi par un concours de l'opérateur mobile Verizon. Le pilote devra partir de la dernière place sur la grille de départ, derrière 33 voitures. Ce challenge était à l'origine destiné à attirer des coureurs du championnat NASCAR mais seul Wheldon accepte le défi. Il est éligible car il n'a pas couru toute la saison IndyCar en 2011.

### Décès
Lors de l'épreuve de Las Vegas, Wheldon est pris dans un accident impliquant quinze voitures au douzième tour de la course, lorsque la monoplace de Wade Cunningham heurte la roue arrière de James Hinchcliffe, forçant Cunningham à ralentir brutalement. Au cours du carambolage qui s'ensuit, la voiture de Wheldon percute celle de Charlie Kimball, s'envole, heurte le grillage de protection puis retombe à l'envers. Le casque de Wheldon percute alors le bord du muret de sécurité, ne lui laissant aucune chance.  
Le pilote est héliporté à l'University Medical Center de Las Vegas, où il meurt à 13 h 54, heure locale. L'annonce officielle de sa mort est effectuée sur le circuit vers 15 h, la course était suspendue et cinq tours d'honneur sont effectués en hommage au pilote. L'autopsie révèlera un traumatisme cranien.

## Carrière
- 1997 : Formule Ford britannique (4e du championnat)
- 1998 : Formule Ford britannique (3e du championnat)
- 1999 : US Formula 2000 (Champion)
- 2000 : Formule Atlantic (2e du championnat)
- 2001 : Indy Light Series (2e du championnat)
- 2002 : Indy Racing League chez Panther Racing (2 courses, 36e du championnat)
- 2003 : IndyCar Series chez Andretti-Green Racing (14 courses, 11e du championnat)
- 2004 : IndyCar Series chez Andretti-Green Racing (2e du championnat)
- 2005 : IndyCar Series chez Andretti-Green Racing (Champion)
- 2006 : IndyCar Series chez Ganassi Racing (2e du championnat)
- 2007 : IndyCar Series chez Ganassi Racing (4e du championnat)
- 2008 : IndyCar Series chez Ganassi Racing (4e du championnat)
- 2009 : IndyCar Series chez Panther Racing (10e du championnat)
- 2010 : IndyCar Series chez Panther Racing (9e du championnat)
- 2011 : IndyCar Series chez Brian Herta Autosport et Sam Schmidt Motorsports (3 courses, 28e du championnat)

## Palmarès
- Vainqueur des 500 Miles d'Indianapolis en 2005 et 2011
- Vainqueur du championnat IndyCar Series en 2005
- Vainqueur des 24 Heures de Daytona en 2006

## Résultats aux 500 miles d'Indianapolis
| Année | Châssis | Moteur | Départ | Arrivée | Équipe                |
| ----- | ------- | ------ | ------ | ------- | --------------------- |
| 2003  | Dallara | Honda  | 5      | 19      | Andretti Green Racing |
| 2004  | Dallara | Honda  | 2      | 3       | Andretti Green Racing |
| 2005  | Dallara | Honda  | 16     | 1       | Andretti Green Racing |
| 2006  | Dallara | Honda  | 3      | 4       | Chip Ganassi Racing   |
| 2007  | Dallara | Honda  | 6      | 22      | Chip Ganassi Racing   |
| 2008  | Dallara | Honda  | 2      | 12      | Chip Ganassi Racing   |
| 2009  | Dallara | Honda  | 18     | 2       | Panther Racing        |
| 2010  | Dallara | Honda  | 18     | 2       | Panther Racing        |
| 2011  | Dallara | Honda  | 6      | 1       | Bryan Herta Autosport |